# In Concert (album, Janis Joplin)
In Concert je živé dvojalbum americké blues-rockové zpěvačky Janis Joplin, které vydala americká společnost CBS (kód S 67 241) po zpěvaččině smrti v roce 1972. První deska obsahuje nahrávky z roku 1968 se skupinou Big Brother and the Holding Company, druhá deska pak nahrávky z roku 1970 se skupinou Full Tilt Boogie Band.
| Strana A (1. LP) | Strana A (1. LP)                                 | Strana A (1. LP)                   | Strana A (1. LP) |
| Pořadí           | Název                                            | Autor                              | Délka            |
| ---------------- | ------------------------------------------------ | ---------------------------------- | ---------------- |
| 1.               | Down on Me (Detroit, 2. března 1968)             | traditional, upravila Janis Joplin | 3:06             |
| 2.               | Bye, Bye Baby (San Francisco, 12. dubna 1968)    | Powell St. John                    | 4:27             |
| 3.               | All Is Loneliness (Fillmore West, 4. dubna 1970) | Louis Thomas Hardin                | 5:45             |
| 4.               | Piece of My Heart (Detroit, 2. března 1968)      | Jerry Ragovoy, Bert Berns          | 4:06             |

| Strana B (1. LP) | Strana B (1. LP)                                   | Strana B (1. LP)                 | Strana B (1. LP) |
| Pořadí           | Název                                              | Autor                            | Délka            |
| ---------------- | -------------------------------------------------- | -------------------------------- | ---------------- |
| 1.               | Road Block (San Francisco, 23. června 1968)        | Janis Joplin, Peter Albin        | 3:02             |
| 2.               | Flower in the Sun (San Francisco, 23. června 1968) | Sam Andrew                       | 3:04             |
| 3.               | Summertime (San Francisco, 23. června 1968)        | George Gershwin / DuBose Heyward | 4:45             |
| 4.               | Ego Rock (Fillmore West, 4. dubna 1970)            | Nick Gravenites, Janis Joplin    | 8:00             |

| Strana C (2. LP) | Strana C (2. LP)                        | Strana C (2. LP)             | Strana C (2. LP) |
| Pořadí           | Název                                   | Autor                        | Délka            |
| ---------------- | --------------------------------------- | ---------------------------- | ---------------- |
| 1.               | Half Moon (Toronto, 28. června 1970)    | John Hall, Johanna Hall      | 5:16             |
| 2.               | Kozmic Blues (Toronto, 28. června 1970) | Janis Joplin, Gabriel Mekler | 5:45             |
| 3.               | Move Over (Calgary, 4. července 1970)   | Janis Joplin                 | 3:18             |

| Strana D (2. LP) | Strana D (2. LP)                                           | Strana D (2. LP)           | Strana D (2. LP) |
| Pořadí           | Název                                                      | Autor                      | Délka            |
| ---------------- | ---------------------------------------------------------- | -------------------------- | ---------------- |
| 1.               | Try (Just a Little Bit Harder) (Calgary, 4. července 1970) | Jerry Ragovoy, Chip Taylor | 7:51             |
| 2.               | Get It While You Can (Calgary, 4. července 1970)           | Jerry Ragovoy, Mort Shuman | 7:04             |
| 3.               | Ball and Chain (Calgary, 4. července 1970)                 | Big Mama Thornton          | 8:01             |

## Obsazení
- Janis Joplin - zpěv

- Big Brother and the Holding Company
  - James Gurley - kytara
  - Sam Andrew - kytara
  - Peter Albin - baskytara
  - Dave Getz - bicí

- Full Tilt Boogie Band
  - John Till - kytara
  - Richard Bell - klavír
  - Ken Pearson - varhany
  - Brad Campbell - baskytara
  - Clark Pierson - bicí